# Torneo Súper 20 2019
El Torneo Súper 20 de 2019,  por motivos de patrocinio Súper 20 Banco Comafi, fue la tercera edición del torneo. Inició el 25 de septiembre de 2019 con el partido inaugural del torneo, el clásico entre Ciclista Olímpico y Quimsa. Respecto a ediciones anteriores sufre cambios en su modo de disputa, sin embargo se mantiene que el campeón del torneo clasifica a la siguiente edición de la Liga Sudamericana.
El final-four, que en un principio se iba a disputar el 4 y 5 de enero, se disputó el 24 y 25 de enero de 2020 en el Estadio Socios Fundadores, del club Gimnasia de Comodoro Rivadavia. En dicha sede San Lorenzo de Buenos Aires venció en la final a Quimsa de Santiago del Estero y logró su primer título en la competencia.
El ganador accede a la Liga Sudamericana de Baloncesto 2020.

## Equipos participantes
| Región                    | Cantidad |
| ------------------------- | -------- |
| Provincia de Buenos Aires | 4        |
| Capital Federal           | 4        |
| Corrientes                | 3        |
| Santiago del Estero       | 2        |
| Córdoba                   | 2        |
| Chubut                    | 1        |
| Entre Ríos                | 1        |
| Formosa                   | 1        |
| Santa Cruz                | 1        |
| Santa Fe                  | 1        |

| Club                   | Ciudad              | Entrenador                     | Estadio                                                     | Capacidad |
| ---------------------- | ------------------- | ------------------------------ | ----------------------------------------------------------- | --------- |
| Argentino              | Junín               | Matías Huarte                  | El Fortín de las Morochas                                   | 1500      |
| Atenas                 | Córdoba             | Osvaldo Arduh                  | Polideportivo Carlos Cerutti                                | 3424      |
| Boca Juniors           | Buenos Aires        | Guillermo Narvarte             | Microestadio Luis Conde                                     | 2000      |
| Ciclista Olímpico      | La Banda            | Leonardo Gutiérrez             | Vicente Rosales                                             | 3400      |
| Comunicaciones         | Mercedes            | Ariel Rearte                   | Estadio de Comunicaciones                                   | 3500      |
| Estudiantes Concordia  | Concordia           | Eduardo Jápez                  | El Gigante Verde                                            | 1610      |
| Ferro Carril Oeste     | Buenos Aires        | Hernán Laginestra              | Estadio Héctor Etchart                                      | 3500      |
| Gimnasia y Esgrima     | Comodoro Rivadavia  | Martín Villagrán               | Estadio Socios Fundadores                                   | 1453      |
| Hispano Americano      | Río Gallegos        | Javier Bianchelli              | Gimnasio Boxing Club Gimnasio Municipal Juan Bautista Rocha | 3000 500  |
| Instituto              | Córdoba             | Sebastián Ginóbili             | Gimnasio Ángel Sandrin                                      | 2000      |
| La Unión de Formosa    | Formosa             | Daniel Cano                    | Estadio Cincuentenario                                      | 4500      |
| Libertad               | Sunchales           | Sebastián Saborido             | El Hogar de los Tigres                                      | 4000      |
| Obras Basket           | Buenos Aires        | Gregorio Martínez              | Estadio Obras Sanitarias                                    | 3000      |
| Peñarol                | Mar del Plata       | Gabriel Piccatto               | Polideportivo Islas Malvinas                                | 8000      |
| Platense               | Florida             | Alejandro González             | varios                                                      | —         |
| Quimsa                 | Santiago del Estero | Sebastián González             | Ciudad                                                      | 5000      |
| Regatas Corrientes     | Corrientes          | Lucas Victoriano               | José Jorge Contte                                           | 3400      |
| San Lorenzo de Almagro | Buenos Aires        | Facundo Müller                 | Polideportivo Roberto Pando                                 | 2200      |
| San Martín             | Corrientes          | Diego Vadell                   | El Fortín Rojinegro                                         | 2500      |
| Weber Bahía            | Bahía Blanca        | José Luis Pisani y Martín Luis | Dow Center                                                  | 4000      |

Cambios de entrenador
| Club             | Entrenador saliente | Fecha      | Entrenador entrante | Fecha      |
| ---------------- | ------------------- | ---------- | ------------------- | ---------- |
| San Lorenzo (BA) | Facundo Müller      | 4 de enero | Néstor "Ché" García | 4 de enero |

## Formato de competencia
Primera fase, fase regular: Los 20 equipos se dividen en cuatro grupos (A, B, C, y D) de cinco integrantes cada uno. Se enfrentan todos contra todos dentro de su grupo dos veces, una como local y otra como visitante. Los equipos se ordenan en una tabla de posiciones según sus resultados dentro del grupo. Los dos mejores equipos de cada grupo avanzan a la segunda ronda, los play-offs, los demás equipos dejan de participar.
Segunda fase, play-offs: La primera eliminatoria de los play offs es entre los equipos ubicados 1.° y 2.° de las zonas y es una serie al mejor de tres partidos. El primer partido se juega en cancha del peor ubicado y los dos restantes en cancha del mejor ubicado. Los ganadores acceden al Final Four.
Final four: Los equipos se ordenan según la marca obtenida en la fase de grupos, y se emparejan 1.° contra 4.° y 2.° contra 3.°. Disputado en dos días consecutivos y en una sede fija, los cuatro ganadores se emparejan en dos llaves, donde los ganadores disputan la final y los perdedores dejan de participar. Se disputa a partido único.

## Primera fase, fase regular

### Grupo A
| Equipo                    | PJ | PG | PP | Pts |
| ------------------------- | -- | -- | -- | --- |
| Regatas Corrientes        | 8  | 7  | 1  | 15  |
| San Martín (Corrientes)   | 8  | 5  | 3  | 13  |
| Comunicaciones (Mercedes) | 8  | 4  | 4  | 12  |
| La Unión de Formosa       | 8  | 4  | 4  | 12  |
| Estudiantes Concordia     | 8  | 0  | 8  | 8   |

|  |                           |
|  | Clasificados a play-offs. |

| 26 de septiembre, 21:30 | Regatas Corrientes                                                  | 95–76                | La Unión de Formosa                                              | Corrientes                                                                                      |  |
|                         | Parciales: 27-20, 28-15, 16-23, 24-18                               |                      |                                                                  |                                                                                                 |  |
|                         | Estadísticas Tayavek Gallizi 18 Leandro Vildoza 6 Leandro Vildoza 3 | Reporte Pts Reb Asts | Estadísticas 22 Alexis Elsener 12 Torin Francis 4 Alexis Elsener | Pabellón: Estadio José Jorge Contte Árbitros: * Leandro Lezcano * Javier Sánchez * Jorge Chávez |  |

| 27 de septiembre, 21:30 | Comunicaciones (M)                                           | 79–62                | Estudiantes Concordia                                             | Mercedes                                                                                            |  |
|                         | Parciales: 19-22, 18-8, 23-21, 19-11                         |                      |                                                                   | |  |
|                         | Estadísticas Novar Gadson 18 Mariano Fierro 11 Selem Safar 4 | Reporte Pts Reb Asts | Estadísticas 18 Gonzalo Torres 12 Gonzalo Torres 6 Eduardo Gamboa | Pabellón: Estadio de Comunicaciones Árbitros: * Fernando Sampietro * Roberto Smith * Javier Sánchez |  |

| 28 de septiembre, 21:30 | San Martín (C)                                                     | 90–68                | La Unión de Formosa                                                      | Corrientes                                                                                              |  |
|                         | Parciales: 26-14, 23-20, 29-17, 12-17                              |                      |                                                                          | |  |
|                         | Estadísticas Jonatan Machuca 20 Iván Basualdo 11 Jonatan Machuca 8 | Reporte Pts Reb Asts | Estadísticas 12 Víctor Fernández 7 Eduardo Vasirani 3 Jonathan Maldonado | Pabellón: Estadio Raúl Argentino Ortíz Árbitros: * Alejandro Chiti * Silvio Guzmán * Sebastian Moncloba |  |

| 29 de septiembre, 21:30 | Regatas Corrientes                                                       | 96–78                | Estudiantes Concordia                                             | Corrientes |  |
|                         | Parciales: 29-24, 27-21, 20-14, 20-19                                    |                      |                                                                   | |  |
|                         | Estadísticas Adonys Henriquez 22 Javier Saiz 10 Fabián Ramírez Barrios 4 | Reporte Pts Reb Asts | Estadísticas 21 Xavier Carreras 9 Gonzalo Torres 5 Eduardo Gamboa | Pabellón: Estadio José Jorge Contte Árbitros: * Alejandro Chiti * Sebastián Moncloba * Maximiliano Piedrabuena |  |

| 2 de octubre, 21:30 | Estudiantes Concordia                                                | 66–84                | San Martín (C)                                                    | Concordia                                                                                     |  |
|                     | Parciales: 12-14, 20-18, 13-26, 21-26                                |                      |                                                                   |                                                                                               |  |
|                     | Estadísticas Eduardo Gamboa 15 Gonzalo Torres 13 Joaquín Rodríguez 5 | Reporte Pts Reb Asts | Estadísticas 20 Iván Basualdo 9 Emiliano Basabe 5 Jonatan Machuca | Pabellón: El Gigante Verde Árbitros: * Leonardo Zalazar * Rodrigo Castillo * Oscar Martinetto |  |

| 4 de octubre, 21:30 | Comunicaciones (M)                                               | 88–98                | San Martín (C)                                                  | Mercedes                                                                                            |  |
|                     | Parciales: 25-21, 33-24, 11-31, 19-22                            |                      |                                                                 | |  |
|                     | Estadísticas Mariano Fierro 21 José Defelippo 7 José Defelippo 5 | Reporte Pts Reb Asts | Estadísticas 27 Jonatan Machuca 9 Iván Basualdo 5 Iván Basualdo | Pabellón: Estadio de Comunicaciones Árbitros: * Juan Fernández * Daniel Rodrigo * Karina Baccarelli |  |

| 5 de octubre, 21:30 | La Unión de Formosa                                              | 67–78                | Regatas Corrientes                                                      | Formosa                                                                                        |  |
|                     | Parciales: 14-17, 16-16, 16-24, 21-21                            |                      |                                                                         |                                                                                                |  |
|                     | Estadísticas Alexis Elsener 14 Torin Francis 10 Alexis Elsener 2 | Reporte Pts Reb Asts | Estadísticas 23 Adonys Henriquez 10 Adonys Henriquez 2 Martín Fernández | Pabellón: Estadio Cincuentenario Árbitros: * Juan Fernández * Daniel Rodrigo * Gonzalo Delsart |  |

| 7 de octubre, 21:30 | San Martín (C)                                                 | 75–72                | Comunicaciones (M)                                           | Corrientes                                                                                             |  |
|                     | Parciales: 21-13, 16-20, 14-17, 24-22                          |                      |                                                              | |  |
|                     | Estadísticas Iván Basualdo 14 Iván Basualdo 10 Iván Basualdo 3 | Reporte Pts Reb Asts | Estadísticas 20 Novar Gadson 11 Mariano Fierro 4 Selem Safar | Pabellón: Estadio Raúl Argentino Ortíz Árbitros: * Pablo Estévez * Alejandro Zanabone * Javier Sánchez |  |

| 9 de octubre, 21:30 | Regatas Corrientes                                               | 97–89                | Comunicaciones (M)                                     | Corrientes                                                                                       |  |
|                     | Parciales: 24-25, 22-37, 23-14, 28-13                            |                      |                                                        |                                                                                                  |  |
|                     | Estadísticas Leandro Vildoza 24 Javier Saiz 4 Leandro Vildoza 10 | Reporte Pts Reb Asts | Estadísticas 14 Selem Safar 6 Kyle Davis 4 Selem Safar | Pabellón: Estadio José Jorge Contte Árbitros: * Roberto Smith * Leonardo Zalazar * Danilo Molina |  |

| 9 de octubre, 22:00 | La Unión de Formosa                                                   | 97–90                | Estudiantes Concordia                                             | Formosa                                                                                         |  |
|                     | Parciales: 21-21, 23-16, 30-31, 23-22                                 |                      |                                                                   |                                                                                                 |  |
|                     | Estadísticas Alexis Elsener 24 Alexis Elsener 10 Jonathan Maldonado 5 | Reporte Pts Reb Asts | Estadísticas 25 Gonzalo Torres 5 Enzo Cafferatta 7 Eduardo Gamboa | Pabellón: Estadio Cincuentenario Árbitros: * Pablo Estévez * Silvio Guzmán * Alejandro Zanabone |  |

| 11 de octubre, 22:00 | La Unión de Formosa                                                  | 102–99               | Comunicaciones (M)                                          | Formosa                                                                                 |  |
|                      | Parciales: 30-28, 21-23, 26-18, 25-30                                |                      |                                                             |                                                                                         |  |
|                      | Estadísticas Jonathan Maldonado 27 Torin Francis 10 Alexis Elsener 7 | Reporte Pts Reb Asts | Estadísticas 24 Novar Gadson 13 José Defelippo 6 Kyle Davis | Pabellón: Estadio Cincuentenario Árbitros: * Diego Rougier * Raul Lorenzo * Ariel Rosas |  |

| 11 de octubre, 21:30 | San Martín (C)                                                  | 70–64                | Estudiantes Concordia                                                   | Corrientes |  |
|                      | Parciales: 17-13, 22-11, 14-20, 17-20                           |                      |                                                                         | |  |
|                      | Estadísticas JC Fuller 23 Brian Fitzpatrick 7 Jonatan Machuca 6 | Reporte Pts Reb Asts | Estadísticas 17 Gonzalo Torres 11 Adriano Álves Junior 3 Eduardo Gamboa | Pabellón: Estadio Raúl Argentino Ortíz Árbitros: * Alejandro Chiti * Roberto Smith * Sebastian Vasallo Televisión: DirecTV Sports |  |

| 13 de octubre, 20:00 | San Martín (C)                                              | 79–91                | Regatas Corrientes                                               | Corrientes |  |  |
|                      | Parciales: 24-21, 18-21, 19-21, 18-28                       |                      |                                                                  | |  |  |
|                      | Estadísticas JC Fuller 18 Emiliano Basabe 6 Jonatan Machuca | Reporte Pts Reb Asts | Estadísticas 20 Javier Saiz 8 Adonys Henriquez 8 Leandro Vildoza | Pabellón: Estadio Raúl Argentino Ortíz Árbitros: * Roberto Smith * Fabricio Vito * Sebastián Moncloba Televisión: TyC Sports |  |  |
| Historial            |                                                             |                      |                                                                  | |  |  |
|                      |                                                             |                      |                                                                  | |  |  |

| 14 de octubre, 21:30 | Comunicaciones (M)                                            | 93–77                | La Unión de Formosa                                                      | Mercedes                                                                                           |  |
|                      | Parciales: 32-15, 26-18, 15-20, 20-24                         |                      |                                                                          | |  |
|                      | Estadísticas Kyle Davis 21 José Defelippo 10 Luciano Guerra 5 | Reporte Pts Reb Asts | Estadísticas 17 Jonathan Maldonado 12 Torin Francis 4 Jonathan Maldonado | Pabellón: Estadio de Comunicaciones Árbitros: * Leandro Lezcano * Javier Mendoza * Enrique Cáceres |  |

| 16 de octubre, 21:30 | Estudiantes Concordia                                                   | 69–88                | La Unión de Formosa                                                  | Concordia                                                                              |  |
|                      | Parciales: 18-27, 17-21, 19-15, 15-25                                   |                      |                                                                      |                                                                                        |  |
|                      | Estadísticas Joaquín Rodríguez 18 Gonzalo Torres 10 Joaquín Rodríguez 6 | Reporte Pts Reb Asts | Estadísticas 29 Jonathan Maldonado 8 Alexis Elsener 5 Alexis Elsener | Pabellón: El Gigante Verde Árbitros: * Oscar Brítez * Rodrigo Castillo * Alberto Ponzo |  |

| 17 de octubre, 21:30 | Comunicaciones (M)                                           | 90–89                | Regatas Corrientes                                                          | Mercedes                                                                                        |  |
|                      | Parciales: 25-22, 24-23, 19-26, 22-18                        |                      |                                                                             |                                                                                                 |  |
|                      | Estadísticas Selem Safar 23 Chaz Crawford 9 Luciano Guerra 8 | Reporte Pts Reb Asts | Estadísticas 14 Adonys Henriquez 6 Fabián Ramírez Barrios 8 Leandro Vildoza | Pabellón: Estadio de Comunicaciones Árbitros: * Alejandro Chiti * Oscar Brítez * Gustavo D'Anna |  |

| 19 de octubre, 21:30 | Estudiantes Concordia                                                     | 81–88                | Regatas Corrientes                                          | Concordia                                                                                    |  |
|                      | Parciales: 24-19, 21-17, 22-27, 14-25                                     |                      |                                                             |                                                                                              |  |
|                      | Estadísticas Eduardo Gamboa 21 Adriano Álves Junior 8 Joaquín Rodríguez 5 | Reporte Pts Reb Asts | Estadísticas 23 Javier Saiz 9 Javier Saiz 6 Leandro Vildoza | Pabellón: El Gigante Verde Árbitros: * Juan Fernández * Sergio Tarifeño * Sebastián Moncloba |  |

| 20 de octubre, 21:30 | La Unión de Formosa                                                     | 88–70                | San Martín (C)                                                      | Formosa                                                                                                 |  |
|                      | Parciales: 27-21, 19-12, 21-18, 21-19                                   |                      |                                                                     | |  |
|                      | Estadísticas Jonathan Maldonado 19 Torin Francis 8 Jonathan Maldonado 5 | Reporte Pts Reb Asts | Estadísticas 16 Jonatan Machuca 5 Emiliano Basabe 4 Jonatan Machuca | Pabellón: Estadio Cincuentenario Árbitros: * Fernando Sampietro * Alejandro Ramallo * Cristian Salguero |  |

| 24 de octubre, 21:30 | Estudiantes Concordia                                            | 82–85                | Comunicaciones (M)                                        | Concordia                                                                                |  |
|                      | Parciales: 10-19, 27-20, 20-22, 25-24                            |                      |                                                           |                                                                                          |  |
|                      | Estadísticas Eduardo Gamboa 18 Gonzalo Torres 8 Eduardo Gamboa 3 | Reporte Pts Reb Asts | Estadísticas 18 Novar Gadson 6 Chaz Crawford 4 Kyle Davis | Pabellón: El Gigante Verde Árbitros: * Fabricio Vito * Javier Mendoza * Leonardo Zalazar |  |

| 25 de octubre, 21:30 | Regatas Corrientes                                               | 88–71                | San Martín (C)                                                      | Corrientes                                                                                       |  |  |
|                      | Parciales: 23-12, 22-18, 24-18, 19-23                            |                      |                                                                     |                                                                                                  |  |  |
|                      | Estadísticas Adonys Henriquez 20 Javier Saiz 5 Leandro Vildoza 5 | Reporte Pts Reb Asts | Estadísticas 17 Matías Solanas 10 Emiliano Basabe 4 Emiliano Basabe | Pabellón: Estadio José Jorge Contte Árbitros: * Pablo Estévez * Daniel Rodrigo * Enrique Cáceres |  |  |
| Historial            |                                                                  |                      |                                                                     |                                                                                                  |  |  |
|                      |                                                                  |                      |                                                                     |                                                                                                  |  |  |

### Grupo B
| Equipo            | PJ | PG | PP | Pts |
| ----------------- | -- | -- | -- | --- |
| Instituto         | 8  | 6  | 2  | 14  |
| Quimsa            | 8  | 5  | 3  | 13  |
| Ciclista Olímpico | 8  | 5  | 3  | 13  |
| Atenas            | 8  | 4  | 4  | 12  |
| Libertad          | 8  | 0  | 8  | 8   |

|  |                           |
|  | Clasificados a play-offs. |

1. 1 2  El desempate entre Quimsa y Ciclista Olímpico favoreció al primero mencionado por la diferencia de puntos entre ambos. Quimsa ganó la serie 197 a 171.

| 25 de septiembre, 22:00 | Ciclista Olímpico                                                    | 96–95                | Quimsa                                                            | La Banda |  |  |
|                         | Parciales: 23-6, 27-31, 18-33, 28-25                                 |                      |                                                                   | |  |  |
|                         | Estadísticas Damián Tintorelli 23 Damián Tintorelli 12 Lucas Ortíz 6 | Reporte Pts Reb Asts | Estadísticas 22 Brandon Robinson 5 Mauro Cosolito 7 Juan Brussino | Pabellón: Estadio Vicente Rosales Árbitros: * Juan Fernández * Sebastián Moncloba * Danilo Molina Televisión: TyC Sports |  |  |
| Historial               |                                                                      |                      |                                                                   | |  |  |
|                         |                                                                      |                      |                                                                   | |  |  |

| 26 de septiembre, 21:30 | Atenas                                                          | 87–77                | Libertad                                                       | Córdoba                                                                                        |  |
|                         | Parciales: 27-27, 16-14, 24-18, 20-18                           |                      |                                                                |                                                                                                |  |
|                         | Estadísticas Leonardo Lema 21 Leonardo Lema 14 Mateo Chiarini 4 | Reporte Pts Reb Asts | Estadísticas 18 Andrés Lugli 10 Phillip Lockett 7 Andrés Lugli | Pabellón: Polideportivo Carlos Cerutti Árbitros: * Leonardo Zalazar * Ariel Rosas * Mario Aluz |  |

| 28 de septiembre, 20:00 | Instituto                                                     | 104–64               | Libertad                                                      | Córdoba                                                                                   |  |
|                         | Parciales: 23-12, 28-19, 28-12, 25-21                         |                      |                                                               |                                                                                           |  |
|                         | Estadísticas Raasean Davis 17 Pablo Espinoza 8 Dwayne Davis 4 | Reporte Pts Reb Asts | Estadísticas 11 Phillip Lockett 7 Andrés Lugli 3 Andrés Lugli | Pabellón: Estadio Ángel Sandrín Árbitros: * Diego Rougier * Pedro Hoyo * Leonardo Barotto |  |

| 30 de septiembre, 22:00 | Quimsa                                                             | 71–72                | Atenas                                                            | Santiago del Estero                                                              |  |
|                         | Parciales: 17-20, 14-15, 16-18, 24-19                              |                      |                                                                   |                                                                                  |  |
|                         | Estadísticas Brandon Robinson 18 Tavario Miller 12 Juan Brussino 6 | Reporte Pts Reb Asts | Estadísticas 18 Mateo Chiarini 12 Horace Spencer 5 Mateo Chiarini | Pabellón: Estadio Ciudad Árbitros: * Oscar Brítez * Alberto Ponzo * Raúl Sánchez |  |

| 2 de octubre, 22:00 | Ciclista Olímpico                                                 | 93–86                | Atenas                                                            | La Banda                                                                                   |  |
|                     | Parciales: 26-18, 24-22, 24-24, 19-22                             |                      |                                                                   |                                                                                            |  |
|                     | Estadísticas Lucas Ortíz 18 Damián Tintorelli 15 Trevor Gaskins 5 | Reporte Pts Reb Asts | Estadísticas 29 Mateo Chiarini 12 Horace Spencer 4 Mateo Chiarini | Pabellón: Estadio Vicente Rosales Árbitros: * Diego Rougier * Fabricio Vito * Fabio Alaniz |  |

| 4 de octubre, 21:00 | Instituto                                                       | 86–83                | Quimsa                                                                               | Córdoba                                                                                    |  |
|                     | Parciales: 20-19, 15-22, 33-25, 18-17                           |                      |                                                                                      |                                                                                            |  |
|                     | Estadísticas Martín Cuello 20 Sam Clancy, Jr. 9 Gastón Whelan 6 | Reporte Pts Reb Asts | Estadísticas 17 Ismael Romero Fernández 9 Ismael Romero Fernández 5 Brandon Robinson | Pabellón: Estadio Ángel Sandrín Árbitros: * Diego Rougier * Javier Sánchez * Micaela Prado |  |

| 5 de octubre, 20:00 | Libertad                                                    | 71–86                | Ciclista Olímpico                                          | Sunchales                                                                                   |  |
|                     | Parciales: 12-22, 18-17, 16-26, 25-21                       |                      |                                                            |                                                                                             |  |
|                     | Estadísticas Andrés Lugli 22 Pablo Rivas 6 Augusto Alonso 3 | Reporte Pts Reb Asts | Estadísticas 20 Trevor Gaskins 6 Lucas Ortíz 4 Dmitry Flis | Pabellón: El Hogar de los Tigres Árbitros: * Oscar Brítez * Julio Dinamarca * Alberto Ponzo |  |

| 6 de octubre, 21:30 | Atenas                                                                | 71–88                | Quimsa                                                                    | Córdoba                                                                                              |  |
|                     | Parciales: 10-21, 23-14, 17-31, 21-22                                 |                      |                                                                           | |  |
|                     | Estadísticas Leonardo Lema 15 Horace Spencer 9 Nicolás Zurschmitten 5 | Reporte Pts Reb Asts | Estadísticas 22 Ismael Romero Fernández 13 Tavario Miller 8 Juan Brussino | Pabellón: Polideportivo Carlos Cerutti Árbitros: * Alejandro Chiti * Rodrigo Castillo * Raúl Sánchez |  |

| 8 de octubre, 21:30 | Atenas                                                         | 81–77                | Instituto                                                        | Córdoba                                                                                              |  |
|                     | Parciales: 16-20, 24-21, 14-13, 27-23                          |                      |                                                                  | |  |
|                     | Estadísticas Leonardo Lema 22 Leonardo Lema 6 Mateo Chiarini 5 | Reporte Pts Reb Asts | Estadísticas 15 Nicolás Romano 8 Raasean Davis 4 Sam Clancy, Jr. | Pabellón: Polideportivo Carlos Cerutti Árbitros: * Julio Dinamarca * Leandro Lezcano * Alberto Ponzo |  |

| 8 de octubre, 22:00 | Ciclista Olímpico                                                   | 96–76                | Libertad                                                               | La Banda                                                                                               |  |
|                     | Parciales: 19-16, 25-20, 29-18, 23-25                               |                      |                                                                        | |  |
|                     | Estadísticas Thomas Gipson 16 Karel Guzmán Abreu 9 Trevor Gaskins 4 | Reporte Pts Reb Asts | Estadísticas 16 Juan Manuel Torres 9 Juan Manuel Torres 5 Facundo Gago | Pabellón: Estadio Vicente Rosales Árbitros: * Fernando Sampietro * Rodrigo Castillo * Oscar Martinetto |  |

| 10 de octubre, 22:00 | Quimsa                                                              | 96–75                | Libertad                                                            | Santiago del Estero                                                                   |  |
|                      | Parciales: 27-19, 24-12, 21-26, 24-18                               |                      |                                                                     |                                                                                       |  |
|                      | Estadísticas Tavario Miller 18 Tavario Miller 11 Brandon Robinson 7 | Reporte Pts Reb Asts | Estadísticas 21 Juan Manuel Torres 6 Phillip Lockett 5 Andrés Lugli | Pabellón: Estadio Ciudad Árbitros: * Sergio Tarifeño * Jorge Chávez * Leandro Lezcano |  |

| 11 de octubre, 21:00 | Ciclista Olímpico                                                      | 82–84                | Instituto                                                     | La Banda |  |
|                      | Parciales: 22-29, 20-10, 18-27, 22-18                                  |                      |                                                               | |  |
|                      | Estadísticas Damián Tintorelli 16 Damián Tintorelli 8 Trevor Gaskins 3 | Reporte Pts Reb Asts | Estadísticas 28 Dwayne Davis 7 Nicolás Romano 4 Gastón Whelan | Pabellón: Estadio Vicente Rosales Árbitros: * Alejandro Ramallo * Daniel Rodrigo * Raúl Sánchez Televisión: DirecTV Sports |  |

| 12 de octubre, 21:00 | Quimsa                                                           | 89–72                | Instituto                                                         | Santiago del Estero                                                                    |  |
|                      | Parciales: 32-15, 14-17, 24-19, 19-21                            |                      |                                                                   |                                                                                        |  |
|                      | Estadísticas Brandon Robinson 22 Leo Mainoldi 9 Mauro Cosolito 3 | Reporte Pts Reb Asts | Estadísticas 14 Nicolás Romano 10 Sam Clancy, Jr. 4 Gastón Whelan | Pabellón: Estadio Ciudad Árbitros: * Fernando Sampietro * Pedro Hoyo * Gonzalo Delsart |  |

| 15 de octubre, 21:30 | Libertad                                                  | 74–79                | Atenas                                                            | Sunchales                                                                                       |  |
|                      | Parciales: 20-21, 12-13, 21-16, 21-29                     |                      |                                                                   |                                                                                                 |  |
|                      | Estadísticas Andrés Lugli 17 Ariel Ramos 7 Andrés Lugli 4 | Reporte Pts Reb Asts | Estadísticas 23 Lucas Arn 9 Horace Spencer 3 Nicolás Zurschmitten | Pabellón: El Hogar de los Tigres Árbitros: * Daniel Rodrigo * Raúl Lorenzo * Sebastián Moncloba |  |

| 17 de octubre, 21:30 | Libertad                                                             | 74–95                | Quimsa                                                                    | Sunchales                                                                                    |  |
|                      | Parciales: 15-26, 20-23, 21-25, 18-21                                |                      |                                                                           |                                                                                              |  |
|                      | Estadísticas Philipp Lockett 18 Juan Manuel Torres 8 Andrés Lugli 11 | Reporte Pts Reb Asts | Estadísticas 17 Juan Brussino 8 Ismael Romero Fernández 5 Nicolás Copello | Pabellón: El Hogar de los Tigres Árbitros: * Juan Fernández * Roberto Smith * Javier Sánchez |  |

| 19 de octubre, 20:00 | Instituto                                                       | 81–68                | Atenas                                                            | Córdoba |  |
|                      | Parciales: 24-18, 21-4, 16-23, 20-23                            |                      |                                                                   | |  |
|                      | Estadísticas Martín Cuello 18 Pablo Espinoza 7 Santiago Scala 8 | Reporte Pts Reb Asts | Estadísticas 24 Franco Baralle 10 Horace Spencer 3 Horace Spencer | Pabellón: Estadio Ángel Sandrín Árbitros: * Danilo Molina * Aleandro Lezcano * Ariel Rosas Televisión: TyC Sports |  |

| 20 de octubre, 21:00 | Quimsa                                                         | 102–75               | Ciclista Olímpico                                                          | Santiago del Estero                                                               |  |  |
|                      | Parciales: 36-18, 13-16, 26-18, 27-23                          |                      |                                                                            |                                                                                   |  |  |
|                      | Estadísticas Juan Brussino 17 Tavario Miller 8 Juan Brussino 4 | Reporte Pts Reb Asts | Estadísticas 19 Karel Guzmán Abreu 7 Karel Guzmán Abreu 7 Rodrigo Gallegos | Pabellón: Estadio Ciudad Árbitros: * Oscar Brítez * Leandro Lezcano * Ariel Rosas |  |  |
| Historial            |                                                                |                      |                                                                            |                                                                                   |  |  |
|                      |                                                                |                      |                                                                            |                                                                                   |  |  |

| 23 de octubre, 21:00 | Instituto                                                   | 97–93                | Ciclista Olímpico                                                    | Córdoba                                                                                           |  |
|                      | Parciales: 26-27, 17-20, 32-19, 22-27                       |                      |                                                                      |                                                                                                   |  |
|                      | Estadísticas Dwayne Davis 25 Raasean Davis 7 Dwayne Davis 7 | Reporte Pts Reb Asts | Estadísticas 19 Damián Tintorelli 8 Thomas Gipson 5 Rodrigo Gallegos | Pabellón: Estadio Ángel Sandrín Árbitros: * Diego Rougier * Leonardo Zalazar * Sebastián Moncloba |  |

| 25 de octubre, 21:30 | Atenas                                                                        | 84–86                | Ciclista Olímpico                                                     | Córdoba                                                                                           |  |
|                      | Parciales: 22-22, 11-17, 28-25, 23-22                                         |                      |                                                                       |                                                                                                   |  |
|                      | Estadísticas Juan Cruz Oberto 17 Horace Spencer III 15 Nicolás Zurschmitten 6 | Reporte Pts Reb Asts | Estadísticas 19 Damián Tintorelli 8 Thomas Gipson 10 Rodrigo Gallegos | Pabellón: Polideportivo Carlos Cerutti Árbitros: * Juan Fernández * Danilo Molina * Micaela Prado |  |

| 25 de octubre, 21:30 | Libertad                                                         | 64–81                | Instituto                                                     | Sunchales                                                                                    |  |
|                      | Parciales: 22-21, 15-12, 18-30, 9-18                             |                      |                                                               |                                                                                              |  |
|                      | Estadísticas Juan Manuel Torres 20 Andrés Lugli 7 Andrés Lugli 5 | Reporte Pts Reb Asts | Estadísticas 23 Davis Raasean 11 Davis Raasean 7 Davis Dwayne | Pabellón: El Hogar de los Tigres Árbitros: * Fabricio Vito * Gustavo Danna * Sergio Tarifeño |  |

### Grupo C
| Equipo               | PJ | PG | PP | Pts |
| -------------------- | -- | -- | -- | --- |
| Ferro (Buenos Aires) | 8  | 6  | 2  | 14  |
| Obras Basket         | 8  | 5  | 3  | 13  |
| Argentino (Junín)    | 8  | 3  | 5  | 11  |
| Hispano Americano    | 8  | 3  | 5  | 11  |
| Platense             | 8  | 3  | 5  | 10  |

|  |                           |
|  | Clasificados a play-offs. |

1. ↑  Platense sufrió el descuento de un punto pues se presentó con menos jugadores (8) de los exigidos por el reglamento (9) en su visita a Hispano Americano.[11][12]

| 26 de septiembre, 21:00 | Argentino (J)                                                    | 75–79                | Platense                                                        | Junín                                                                                                |  |
|                         | Parciales: 17-17, 19-21, 14-23, 25-18                            |                      |                                                                 | |  |
|                         | Estadísticas Jonatan Slider 20 CJ Turman, Jr. 7 CJ Turman, Jr. 2 | Reporte Pts Reb Asts | Estadísticas 23 Marcos Saglietti 7 Alejandro Diez 6 Pablo Bruna | Pabellón: El Fortín de las Morochas Árbitros: * Daniel Rodrigo * Gonzalo Delsart * Cristian Salguero |  |

| 27 de septiembre, 21:00 | Ferro (BA)                                                             | 74–68                | Obras Basket                                                                       | Buenos Aires |  |
|                         | Parciales: 16-9, 13-18, 31-25, 14-16                                   |                      |                                                                                    | |  |
|                         | Estadísticas Kevin Hernández 21 Kevin Hernández 16 Sebastián Orresta 5 | Reporte Pts Reb Asts | Estadísticas 20 Lance Goulbourne 10 Lance Goulbourne 5 Juan Pablo Venegas Schaefer | Pabellón: Estadio Héctor Etchart Árbitros: * Rodrigo Castillo * Pedro Hoyo * Leandro Lezcano Televisión: TyC Sports |  |

| 29 de septiembre, 20:00 | Obras Basket                                                       | 89–86                | Platense                                                            | Buenos Aires                                                                                  |  |
|                         | Parciales: 21-21, 29-21, 15-25, 24-19                              |                      |                                                                     |                                                                                               |  |
|                         | Estadísticas Alejandro Zurbriggen 21 Raven Barber 9 Pedro Barral 7 | Reporte Pts Reb Asts | Estadísticas 17 Sebastián Morales 8 Sebastián Morales 5 Pablo Bruna | Pabellón: Estadio Obras Sanitarias Árbitros: * Juan Fernández * Roberto Smith * Danilo Molina |  |

| 30 de septiembre, 21:00 | Hispano Americano                                                | 75–80                | Ferro (BA)                                                            | Río Gallegos                                                                              |  |
|                         | Parciales: 14-17, 11-22, 18-19, 32-22                            |                      |                                                                       |                                                                                           |  |
|                         | Estadísticas Daniel Hure 17 Olajide Keshinro 6 Nicolás Paletta 5 | Reporte Pts Reb Asts | Estadísticas 16 Federico Marín 11 Kevin Hernández 6 Sebastián Orresta | Pabellón: Estadio Boxing Club Árbitros: * Daniel Rodrigo * Diego Rougier * Javier Mendoza |  |

| 2 de octubre, 21:00 | Platense                                                                 | 73–64                | Argentino (J)                                                        | Buenos Aires |  |
|                     | Parciales: 20-16, 17-15, 11-18, 25-15                                    |                      |                                                                      | |  |
|                     | Estadísticas Lucas Goldenberg 24 Sebastián Morales 11 Marcos Saglietti 5 | Reporte Pts Reb Asts | Estadísticas 16 Federico Mariani 8 Jonathan Slider 3 Jonathan Slider | Pabellón: Estadio Obras Sanitarias Árbitros: * Alejandro Chiti * Alberto Ponzo * Javier Sánchez Televisión: TyC Sports |  |

| 3 de octubre, 20:00 | Obras Basket                                               | 92–74                | Argentino (J)                                                          | Buenos Aires                                                                                       |  |
|                     | Parciales: 23-18, 18-14, 29-20, 22-22                      |                      |                                                                        | |  |
|                     | Estadísticas Barber Raven 25 Barber Raven 8 Pedro Barral 7 | Reporte Pts Reb Asts | Estadísticas 14 Federico Mariani 10 Jonathan Slider 5 Federico Mariani | Pabellón: Estadio Obras Sanitarias Árbitros: * Pablo Estévez * Alejandro Ramallo * Julio Dinamarca |  |

| 4 de octubre, 21:00 | Ferro (BA)                                                     | 79–86                | Platense                                                      | Buenos Aires |  |
|                     | Parciales: 14-24, 20-13, 22-21, 23-28                          |                      |                                                               | |  |
|                     | Estadísticas Erik Thomas 26 Erik Thomas 12 Sebastián Orresta 7 | Reporte Pts Reb Asts | Estadísticas 27 Alejandro Diez 9 Alejandro Diez 9 Pablo Bruna | Pabellón: Estadio Héctor Etchart Árbitros: * Pablo Estévez * Julio Dinamarca * Alejandro Trias Televisión: DirecTV Sports |  |

| 6 de octubre, 21:00 | Argentino (J)                                                        | 83–76                | Obras Basket                                                | Junín                                                                                               |  |
|                     | Parciales: 26-32, 24-11, 15-22, 18-11                                |                      |                                                             | |  |
|                     | Estadísticas Federico Mariani 26 Jonathan Slider 13 Juan Cangelosi 3 | Reporte Pts Reb Asts | Estadísticas 19 Raven Barber 10 Raven Barber 3 José Montero | Pabellón: El Fortín de las Morochas Árbitros: * Fabricio Vito * Javier Mendoza * Sebastián Moncloba |  |

| 7 de octubre, 21:00 | Hispano Americano                                           | 81–72                | Platense                                                               | Río Gallegos                                                                              |  |
|                     | Parciales: 22-15, 16-21, 18-21, 25-15                       |                      |                                                                        |                                                                                           |  |
|                     | Estadísticas Kelsey Barlow 20 Daniel Hure 8 Mambi Diawara 4 | Reporte Pts Reb Asts | Estadísticas 13 Sebastián Morales 13 Alejandro Diez 3 Marcos Saglietti | Pabellón: Estadio Boxing Club Árbitros: * Alejandro Ramallo * Oscar Brítez * Raúl Lorenzo |  |

| 11 de octubre, 21:00 | Platense                                                    | 81–88                | Obras Basket                                                       | Buenos Aires                                                                                  |  |
|                      | Parciales: 17-23, 17-20, 20-21, 27-24                       |                      |                                                                    |                                                                                               |  |
|                      | Estadísticas Pablo Bruna 18 Facundo Vázquez 6 Pablo Bruna 4 | Reporte Pts Reb Asts | Estadísticas 25 Pedro Barral 10 Raven Barber 7 Fernando Zurbriggen | Pabellón: Estadio Héctor Etchart Árbitros: * Juan Fernández * Enrique Cáceres * Alberto Ponzo |  |

| 11 de octubre, 21:00 | Argentino (J)                                                    | 84–83                | Hispano Americano                                            | Junín                                                                                                  |  |
|                      | Parciales: 13-27, 24-14, 20-20, 27-22                            |                      |                                                              | |  |
|                      | Estadísticas Jonatan Slider 18 Jonatan Slider 8 Facundo Zárate 3 | Reporte Pts Reb Asts | Estadísticas 28 Daniel Hure 13 Kelsey Barlow 4 Kelsey Barlow | Pabellón: El Fortín de las Morochas Árbitros: * Rodrigo Castillo * Leonardo Zalazar * Leonardo Barotto |  |

| 13 de octubre, 20:00 | Ferro (BA)                                                     | 72–62                | Hispano Americano                                                  | Buenos Aires                                                                                |  |
|                      | Parciales: 18-8, 17-19, 18-18, 19-17                           |                      |                                                                    |                                                                                             |  |
|                      | Estadísticas Erik Thomas 17 Erik Thomas 10 Sebastián Orresta 3 | Reporte Pts Reb Asts | Estadísticas 12 Olajide Keshinro 6 Daniel Hure 3 Federico Mansilla | Pabellón: Estadio Héctor Etchart Árbitros: * Javier Mendoza * Leandro Lezcano * Ariel Rosas |  |

| 15 de octubre, 21:00 | Platense                                                          | 74–78                | Ferro (BA)                                                  | Buenos Aires                                                                                       |  |
|                      | Parciales: 12-20, 18-16, 23-23, 21-19                             |                      |                                                             | |  |
|                      | Estadísticas Pablo Bruna 19 Lucas Goldenberg 8 Lucas Goldenberg 5 | Reporte Pts Reb Asts | Estadísticas 19 Tomás Spano 10 Erik Thomas 5 Jermel Kennedy | Pabellón: Estadio Obras Sanitarias Árbitros: * Leonardo Zalazar * Ariel Rosas * Alejandro Zanabone |  |

| 16 de octubre, 20:00 | Obras Basket                                                              | 74–69                | Hispano Americano                                                 | Buenos Aires                                                                                    |  |
|                      | Parciales: 21-16, 14-16, 13-19, 26-18                                     |                      |                                                                   |                                                                                                 |  |
|                      | Estadísticas Fernando Zurbriggen 18 Luca Valussi 12 Fernando Zurbriggen 5 | Reporte Pts Reb Asts | Estadísticas 25 Kelsey Barlow 9 Kelsey Barlow 3 Federico Mansilla | Pabellón: Estadio Obras Sanitarias Árbitros: * Pablo Estévez * Leandro Lezcano * Javier Sánchez |  |

| 18 de octubre, 21:00 | Platense                                                          | 77–86                | Hispano Americano                                               | Buenos Aires                                                                                        |  |
|                      | Parciales: 21-34, 16-12, 20-17, 20-23                             |                      |                                                                 | |  |
|                      | Estadísticas Facundo Vázquez 19 Lucas Goldenberg 11 Pablo Bruna 6 | Reporte Pts Reb Asts | Estadísticas 22 Daniel Hure 7 Nicolás Paletta 5 Nicolás Paletta | Pabellón: Estadio Obras Sanitarias Árbitros: * Alejandro Chiti * Daniel Rodrigo * Cristian Salguero |  |

| 18 de octubre, 21:00 | Argentino (J)                                                      | 91–89                | Ferro (BA)                                                          | Junín                                                                                             |  |
|                      | Parciales: 19-23, 19-15, 24-29, 29-22                              |                      |                                                                     |                                                                                                   |  |
|                      | Estadísticas Jonatan Slider 24 Jonatan Slider 6 Federico Mariani 4 | Reporte Pts Reb Asts | Estadísticas 30 Erik Thomas 8 Sebastián Orresta 5 Sebastián Orresta | Pabellón: El Fortín de las Morochas Árbitros: * Alejandro Ramallo * Danilo Molina * Pablo Estevez |  |

| 21 de octubre, 21:00 | Hispano Americano                                                       | 86–96                | Obras Basket                                                   | Río Gallegos |  |
|                      | Parciales: 15-16, 14-29, 27-22, 30-29                                   |                      |                                                                | |  |
|                      | Estadísticas Agustín Barreiro 17 Agustín Barreiro 7 Federico Mansilla 3 | Reporte Pts Reb Asts | Estadísticas 24 Pedro Barral 10 E Serres Donato 7 Pedro Barral | Pabellón: Gimnasio Municipal Juan Bautista Rocha Árbitros: * Fabricio Vito * Alejandro Zanabone * Sebastián Moncloba |  |

| 23 de octubre, 21:00 | Ferro (BA)                                                        | 90–70                | Argentino (J)                                                         | Buenos Aires                                                                                  |  |
|                      | Parciales: 13-25, 26-12, 20-15, 31-18                             |                      |                                                                       |                                                                                               |  |
|                      | Estadísticas Federico Marín 24 Erik Thomas 11 Sebastián Orresta 7 | Reporte Pts Reb Asts | Estadísticas 23 Facundo Zárate 7 Rómulo Gusmao Costa 4 Jonatan Slider | Pabellón: Estadio Héctor Etchart Árbitros: * Fabricio Vito * Julio Dinamarca * Javier Mendoza |  |

| 25 de octubre, 21:00 | Hispano Americano                                                  | 81–62                | Argentino (J)                                                                | Río Gallegos                                                                              |  |
|                      | Parciales: 19-12, 22-11, 23-20, 17-19                              |                      |                                                                              |                                                                                           |  |
|                      | Estadísticas Agustín Barreiro 19 Julián Aprea 11 Damián Palacios 7 | Reporte Pts Reb Asts | Estadísticas 14 Rómulo Gusmao Costa 9 Rómulo Gusmao Costa 3 Federico Mariani | Pabellón: Gimnasio Municipal Rocha Árbitros: * Diego Rougier * Roberto Smith * Pedro Hoyo |  |

| 25 de octubre, 20:00 | Obras Basket                                                | 67–82                | Ferro (BA)                                                        | Buenos Aires                                                                                       |  |
|                      | Parciales: 16-19, 13-22, 20-17, 18-24                       |                      |                                                                   | |  |
|                      | Estadísticas Raven Barber 20 Raven Barber 8 Pedro Barral 11 | Reporte Pts Reb Asts | Estadísticas 19 Federico Marín 12 Erik Thomas 8 Sebastián Orresta | Pabellón: Estadio Obras Sanitarias Árbitros: * Alejandro Chiti * Fernando Sampietro * Raúl Lorenzo |  |

### Grupo D
| Equipo                        | PJ | PG | PP | Pts |
| ----------------------------- | -- | -- | -- | --- |
| San Lorenzo (Buenos Aires)    | 8  | 6  | 2  | 14  |
| Gimnasia (Comodoro Rivadavia) | 8  | 5  | 3  | 13  |
| Boca Juniors                  | 8  | 4  | 4  | 12  |
| Weber Bahía                   | 8  | 3  | 5  | 11  |
| Peñarol                       | 8  | 2  | 6  | 10  |

|  |                           |
|  | Clasificados a play-offs. |

| 26 de septiembre, 21:00 | Peñarol                                                          | 60–68                | Weber Bahía                                                 | Mar del Plata                                                                                 |  |
|                         | Parciales: 10-16, 11-17, 24-16, 15-19                            |                      |                                                             |                                                                                               |  |
|                         | Estadísticas Devin Thomas 21 Devin Thomas 18 Joaquín Valinotti 3 | Reporte Pts Reb Asts | Estadísticas 19 Caio Pacheco 8 Pedro Inaguas 4 Caio Pacheco | Pabellón: Polideportivo Islas Malvinas Árbitros: * Oscar Brítez * Raúl Sánchez * Raúl Lorenzo |  |

| 26 de septiembre, 21:30 | Gimnasia (CR)                                                  | 86–75                | San Lorenzo (BA)                                             | Comodoro Rivadavia                                                                                |  |
|                         | Parciales: 19-13, 23-18, 23-17, 21-27                          |                      |                                                              |                                                                                                   |  |
|                         | Estadísticas Carlos Buendía 25 Diego Romero 7 Carlos Buendía 4 | Reporte Pts Reb Asts | Estadísticas 20 Dar Tucker 10 Esteban Batista 4 José Vildoza | Pabellón: Estadio Socios Fundadores Árbitros: * Pablo Estévez * Julio Dinamarca * Enrique Cáceres |  |

| 29 de septiembre, 20:00 | San Lorenzo (BA)                                                | 89–84                | Peñarol                                                               | Buenos Aires |  |
|                         | Parciales: 22-14, 22-27, 19-22, 26-21                           |                      |                                                                       | |  |
|                         | Estadísticas Dar Tucker 19 Justin Williams 12 Nicolás Aguirre 6 | Reporte Pts Reb Asts | Estadísticas 19 Santiago Vaulet 9 Patricio Tabarez 6 Patricio Tabarez | Pabellón: Polideportivo Roberto Pando Árbitros: * Gonzalo Delsart * Sergio Tarifeño * Leonardo Zalazar Televisión: DirecTV Sports |  |

| 30 de septiembre, 20:00 | Boca Juniors                                                    | 74–69                | Peñarol                                                                  | Buenos Aires                                                                                     |  |
|                         | Parciales: 19-15, 18-8, 13-23, 24-23                            |                      |                                                                          |                                                                                                  |  |
|                         | Estadísticas Eric Flor 25 Matías Sandes 9 Alejandro Konsztadt 5 | Reporte Pts Reb Asts | Estadísticas 20 Darryl Joshua Jackson 10 Devin Thomas 5 Patricio Tabarez | Pabellón: Microestadio Luis Conde Árbitros: * Pablo Estévez * Rodrigo Castillo * Enrique Cáceres |  |

| 2 de octubre, 21:30 | Gimnasia (CR)                                                    | 72–67                | Weber Bahía                                           | Comodoro Rivadavia                                                                                     |  |
|                     | Parciales: 18-18, 19-15, 22-20, 13-14                            |                      |                                                       | |  |
|                     | Estadísticas Diego Romero 17 Franco Giorgetti 7 Carlos Buendía 5 | Reporte Pts Reb Asts | Estadísticas 26 Jon Lynch 8 Drew Martin 3 Drew Martin | Pabellón: Estadio Socios Fundadores Árbitros: * Fernando Sampietro * Sebastián Moncloba * Raúl Sánchez |  |

| 6 de octubre, 20:00 | Weber Bahía                                                  | 72–68                | Boca Juniors                                                   | Bahía Blanca                                                                              |  |
|                     | Parciales: 15-15, 23-17, 14-14, 20-22                        |                      |                                                                |                                                                                           |  |
|                     | Estadísticas Federico Elías 15 Drew Martin 10 Caio Pacheco 5 | Reporte Pts Reb Asts | Estadísticas 19 Adrián Boccia 10 Adrián Boccia 5 Matías Sandes | Pabellón: Estadio Dow Center Árbitros: * Roberto Smith * Leonardo Zalazar * Danilo Molina |  |

| 8 de octubre, 20:30 | Weber Bahía                                         | 80–86                | Gimnasia (CR)                                                      | Bahía Blanca                                                                               |  |
|                     | Parciales: 21-15, 17-19, 19-33, 23-19               |                      |                                                                    |                                                                                            |  |
|                     | Estadísticas Jon Lynch 16 Drew Martin 7 Jon Lynch 5 | Reporte Pts Reb Asts | Estadísticas 15 Carlos Buendía 9 Franco Giorgetti 5 Sebastián Vega | Pabellón: Estadio Dow Center Árbitros: * Fabricio Vito * Sergio Tarifeño * Gonzalo Delsart |  |

| 8 de octubre, 21:00 | Peñarol                                                              | 85–65                | Boca Juniors                                                     | Mar del Plata |  |
|                     | Parciales: 24-14, 15-15, 18-22, 28-14                                |                      |                                                                  | |  |
|                     | Estadísticas Patricio Tabarez 17 Devin Thomas 10 Joaquín Valinotti 6 | Reporte Pts Reb Asts | Estadísticas 21 Eric Flor 11 Matías Sandes 3 Alejandro Konsztadt | Pabellón: Polideportivo Islas Malvinas Árbitros: * Alejandro Chiti * Raúl Sánchez * Sebastián Moncloba Televisión: TyC Sports |  |

| 10 de octubre, 21:00 | Peñarol                                                          | 76–69                | Gimnasia (CR)                                                      | Mar del Plata                                                                                      |  |
|                      | Parciales: 13-19, 15-10, 18-29, 30-11                            |                      |                                                                    | |  |
|                      | Estadísticas Devin Thomas 17 Devin Thomas 15 Joaquín Valinotti 5 | Reporte Pts Reb Asts | Estadísticas 14 Sebastián Vega 6 Franco Giorgetti 4 Carlos Buendía | Pabellón: Polideportivo Islas Malvinas Árbitros: * Juan Fernández * Pedro Hoyo * Cristian Salguero |  |

| 12 de octubre, 21:00 | San Lorenzo (BA)                                               | 80–72                | Gimnasia (CR)                                                       | Buenos Aires                                                                                        |  |
|                      | Parciales: 20-15, 18-16, 24-24, 18-17                          |                      |                                                                     | |  |
|                      | Estadísticas Dar Tucker 21 Justin Williams 9 Nicolás Aguirre 4 | Reporte Pts Reb Asts | Estadísticas 16 Sebastián Vega 8 Franco Giorgetti 4 Donald Robinson | Pabellón: Polideportivo Roberto Pando Árbitros: * Alejandro Ramallo * Daniel Rodrigo * Raúl Sánchez |  |

| 14 de octubre, 21:00 | Boca Juniors                                                         | 99–94                | Gimnasia (CR)                                                   | Buenos Aires                                                                                      |  |
|                      | Parciales: 25-16, 13-20, 22-24, 14-14 (T.E.: 9-9, 16-11)             |                      |                                                                 |                                                                                                   |  |
|                      | Estadísticas Matías Sandes 23 Matías Sandes 11 Alejandro Konsztadt 7 | Reporte Pts Reb Asts | Estadísticas 23 Carlos Buendía 11 Diego Romero 8 Carlos Buendía | Pabellón: Microestadio Luis Conde Árbitros: * Oscar Brítez * Alejandro Zanabone * Sergio Tarifeño |  |

| 15 de octubre, 21:00 | San Lorenzo (BA)                                                   | 101–75               | Weber Bahía                                                  | Buenos Aires                                                                                     |  |
|                      | Parciales: 25-13, 20-18, 24-18, 32-26                              |                      |                                                              |                                                                                                  |  |
|                      | Estadísticas Luciano González 15 Justin Williams 11 José Vildoza 4 | Reporte Pts Reb Asts | Estadísticas 17 Drew Martin 5 Rafael Paulichi 4 Caio Pacheco | Pabellón: Polideportivo Roberto Pando Árbitros: * Fernando Sampietro * Oscar Brítez * Pedro Hoyo |  |

| 17 de octubre, 21:00 | Boca Juniors                                                | 74–54                | Weber Bahía                                                     | Buenos Aires |  |
|                      | Parciales: 19-10, 15-10, 20-9, 20-25                        |                      |                                                                 | |  |
|                      | Estadísticas Lucas Gargallo 12 Matías Sandes 11 Eric Flor 4 | Reporte Pts Reb Asts | Estadísticas 13 Facundo Tolosa 12 Pedro Ianguas 3 Pedro Ianguas | Pabellón: Microestadio Luis Conde Árbitros: * Leandro Lezcano * Alberto Ponzo * Sebastián Moncloba Televisión: TyC Sports |  |

| 18 de octubre, 21:00 | Peñarol                                                         | 89–90                | San Lorenzo (BA)                                                     | Mar del Plata |  |
|                      | Parciales: 27-16, 28-33, 19-19, 15-22                           |                      |                                                                      | |  |
|                      | Estadísticas Devin Thomas 25 Devin Thomas 20 Patricio Tabarez 6 | Reporte Pts Reb Asts | Estadísticas 16 Esteban Batista 14 Justin Williams 2 Nicolás Aguirre | Pabellón: Polideportivo Islas Malvinas Árbitros: * Diego Rougier * Fabricio Vito * Javier Mendoza Televisión: DirecTV Sports |  |

| 20 de octubre, 19:00 | Weber Bahía                                                     | 85–109               | San Lorenzo (BA)                                                      | Bahía Blanca                                                                          |  |
|                      | Parciales: 15-25, 18-23, 20-25, 32-36                           |                      |                                                                       |                                                                                       |  |
|                      | Estadísticas Facundo Tolosa 22 Drew Martin 8 Juan Cruz Marini 3 | Reporte Pts Reb Asts | Estadísticas 18 Luciano González 18 Justin Williams 6 Nicolás Aguirre | Pabellón: Estadio Dow Center Árbitros: * Pablo Estévez * Julio Dinamarca * Pedro Hoyo |  |

| 20 de octubre, 21:30 | Gimnasia (CR)                                                   | 83–75                | Boca Juniors                                                      | Comodoro Rivadavia                                                                                  |  |
|                      | Parciales: 17-17, 31-21, 18-13, 17-24                           |                      |                                                                   | |  |
|                      | Estadísticas Carlos Buendía 28 Roberto Acuña 8 Jonatan Treise 6 | Reporte Pts Reb Asts | Estadísticas 16 Martín Leiva 9 Martín Leiva 4 Alejandro Konsztadt | Pabellón: Estadio Socios Fundadores Árbitros: * Daniel Rodrigo * Rodrigo Castillo * Enrique Cáceres |  |

| 22 de octubre, 19:00 | Gimnasia (CR)                                                   | 78–64                | Peñarol                                                         | Comodoro Rivadavia |  |
|                      | Parciales: 21-12, 16-16, 25-17, 16-19                           |                      |                                                                 | |  |
|                      | Estadísticas Carlos Buendía 19 Roberto Acuña 9 Jonatan Treise 5 | Reporte Pts Reb Asts | Estadísticas 17 Devin Thomas 10 Devin Thomas 4 Patricio Tabarez | Pabellón: Estadio Socios Fundadores Árbitros: * Alejandro Chiti * Roberto Smith * Raúl Sánchez Televisión: TyC Sports |  |

| 23 de octubre, 21:00 | San Lorenzo (BA)                                                  | 70–79                | Boca Juniors                                               | Buenos Aires |  |
|                      | Parciales: 21-28, 7-16, 24-17, 18-18                              |                      |                                                            | |  |
|                      | Estadísticas Luciano González 20 Justin Williams 11 Marcos Mata 5 | Reporte Pts Reb Asts | Estadísticas 20 Adrián Boccia 10 Matías Sandes 6 Eric Flor | Pabellón: Polideportivo Roberto Pando Árbitros: * Juan Fernández * Alejandro Ramallo * Javier Mendoza Televisión: TyC Sports |  |

| 24 de octubre, 20:30 | Weber Bahía                                            | 84–83                | Peñarol                                                     | Bahía Blanca                                                                                  |  |
|                      | Parciales: 13-31, 18-18, 24-19, 29-15                  |                      |                                                             |                                                                                               |  |
|                      | Estadísticas Jon Lynch 19 Drew Martin 7 Caio Pacheco 7 | Reporte Pts Reb Asts | Estadísticas 20 Devin Thomas 15 Devin Thomas 7 Devin Thomas | Pabellón: Estadio Dow Center Árbitros: * Fernando Sampietro * Rodrigo Castillo * Raúl Lorenzo |  |

| 25 de octubre, 21:00 | Boca Juniors | 0–20    | San Lorenzo (BA) | Buenos Aires |  |
|                      |              |         |                  | |  |
|                      |              | Reporte |                  | Pabellón: Microestadio Luis Conde Árbitros: * Oscar Brítez * Sebastián Moncloba * Javier Sánchez Televisión: DirecTV Sports |  |

## Segunda fase, play-offs

### Cuadro
|  | Cuartos de final | Cuartos de final   | Cuartos de final | Cuartos de final | Cuartos de final |    |               | Semifinales — Final Four | Semifinales — Final Four | Semifinales — Final Four |               |                           | Final — Final Four        | Final — Final Four        | Final — Final Four |  |
|  |                  |                    |                  |                  |                  |    |               |                          |                          |                          |               |                           |                           |                           |                    |  |
|  |                  |                    |                  |                  |                  |    |               |                          |                          |                          |               |                           |                           |                           |                    |  |
|  | 1C               | Ferro (BA)         | 71               | 75               | —                |    |               |                          |                          |                          |               |                           |                           |                           |                    |  |
|  | 1C               | Ferro (BA)         | 71               | 75               | —                |    |               |                          |                          |                          |               |                           |                           |                           |                    |  |
|  | 2D               | Gimnasia (CR)      | 91               | 78               | —                |    |               |                          |                          |                          |               |                           |                           |                           |                    |  |
|  | 2D               | Gimnasia (CR)      | 91               | 78               | —                |    | Gimnasia (CR) | Gimnasia (CR)            | 76                       |                          |               |                           |                           |                           |                    |  |
|  |                  |                    |                  |                  |                  |    | Gimnasia (CR) | Gimnasia (CR)            | 76                       |                          |               |                           |                           |                           |                    |  |
|  |                  |                    | San Lorenzo (BA) | San Lorenzo (BA) | 90               |    |               |                          |                          |                          |               |                           |                           |                           |                    |  |
|  | 1D               | San Lorenzo (BA)   | San Lorenzo (BA) | San Lorenzo (BA) | 90               | 71 | 80            | —                        |                          |                          |               |                           |                           |                           |                    |  |
|  | 1D               | San Lorenzo (BA)   |                  |                  |                  |    |               | —                        |                          |                          |               |                           |                           |                           |                    |  |
|  | 2C               | Obras Basket       | 67               | 79               | —                |    |               |                          |                          |                          |               |                           |                           |                           |                    |  |
|  | 2C               | Obras Basket       | 67               | 79               | —                |    |               |                          |                          |                          |               | San Lorenzo (BA)          | San Lorenzo (BA)          | 92                        |                    |  |
|  |                  |                    |                  |                  |                  |    |               |                          |                          |                          |               | San Lorenzo (BA)          | San Lorenzo (BA)          | 92                        |                    |  |
|  |                  |                    | Quimsa           | Quimsa           | 91               |    |               |                          |                          |                          |               |                           |                           |                           |                    |  |
|  | 1A               | Regatas Corrientes | Quimsa           | Quimsa           | 91               | 96 | 91            | —                        |                          |                          |               |                           |                           |                           |                    |  |
|  | 1A               | Regatas Corrientes |                  |                  |                  |    |               | —                        |                          |                          |               |                           |                           |                           |                    |  |
|  | 2B               | Quimsa             | 97               | 96               | —                |    |               |                          |                          |                          |               |                           |                           |                           |                    |  |
|  | 2B               | Quimsa             | 97               | 96               | —                |    | Quimsa        | Quimsa                   | 88                       |                          |               | Tercer lugar — Final Four | Tercer lugar — Final Four | Tercer lugar — Final Four |                    |  |
|  |                  |                    |                  |                  |                  |    | Quimsa        | Quimsa                   | 88                       |                          |               | Tercer lugar — Final Four | Tercer lugar — Final Four | Tercer lugar — Final Four |                    |  |
|  |                  |                    | Instituto        | Instituto        | 74               |    |               |                          |                          |                          |               |                           |                           |                           |                    |  |
|  | 1B               | Instituto          | Instituto        | Instituto        | 74               | 80 | 78            | 76                       |                          |                          | Gimnasia (CR) | Gimnasia (CR)             | 77                        |                           |                    |  |
|  | 1B               | Instituto          |                  |                  |                  |    |               | 76                       |                          |                          | Gimnasia (CR) | Gimnasia (CR)             | 77                        |                           |                    |  |
|  | 2A               | San Martín (C)     | 91               | 74               | 67               |    |               |                          |                          |                          |               |                           | Instituto                 | Instituto                 | 74                 |  |
|  | 2A               | San Martín (C)     | 91               | 74               | 67               |    |               |                          |                          |                          |               |                           | Instituto                 | Instituto                 | 74                 |  |
|  |                  |                    |                  |                  |                  |    |               |                          |                          |                          |               |                           |                           |                           |                    |  |

Nota: Los equipos ubicados en la primera línea obtuvieron ventaja de localía en cuartos de final.
Los resultados a la derecha de cada equipo representan los partidos ganados en la serie de cuartos de final. En semifinales y final representa el resultado del partido.

### Cuartos de final
Ferro (Buenos Aires) - Gimnasia y Esgrima (Comodoro Rivadavia)
| 1 de noviembre, 21:30 | Gimnasia (CR)                                                   | 91–71                | Ferro (BA)                                                         | Comodoro Rivadavia                                                                           |  |  |
|                       | Parciales: 19-19, 23-16, 26-17, 23-19                           |                      |                                                                    |                                                                                              |  |  |
|                       | Estadísticas Sebastián Vega 17 Roberto Acuña 8 Sebastián Vega 4 | Reporte Pts Reb Asts | Estadísticas 23 Anthony January 8 Anthony January 3 Federico Marín | Pabellón: Estadio Socios Fundadores Árbitros: * Fabricio Vito * Julio Dinamarca * Pedro Hoyo |  |  |
| Serie: 1-0            |                                                                 |                      |                                                                    |                                                                                              |  |  |
|                       |                                                                 |                      |                                                                    |                                                                                              |  |  |

| 5 de noviembre, 21:00 | Ferro (BA)                                                     | 75–78                | Gimnasia (CR)                                                    | Buenos Aires                                                                                 |  |  |
|                       | Parciales: 11-23, 20-20, 19-14, 25-21                          |                      |                                                                  |                                                                                              |  |  |
|                       | Estadísticas Erik Thomas 14 Erik Thomas 9 Luciano Massarelli 7 | Reporte Pts Reb Asts | Estadísticas 18 Jonatan Treise 9 Sebastián Vega 5 Carlos Buendía | Pabellón: Estadio Héctor Etchart Árbitros: * Juan Fernández * Javier Sánchez * Danilo Molina |  |  |
| Serie: 0-2            |                                                                |                      |                                                                  |                                                                                              |  |  |
|                       |                                                                |                      |                                                                  |                                                                                              |  |  |

San Lorenzo (Buenos Aires) - Obras Basket
| 4 de noviembre, 20:00 | Obras Basket                                                       | 67–71                | San Lorenzo (BA)                                              | Buenos Aires |  |  |
|                       | Parciales: 17-13, 12-19, 16-13, 22-26                              |                      |                                                               | |  |  |
|                       | Estadísticas Pedro Barral 19 Fernando Zurbriggen 11 Pedro Barral 5 | Reporte Pts Reb Asts | Estadísticas 18 José Vildoza 10 Facundo Piñero 3 José Vildoza | Pabellón: Estadio Obras Sanitarias Árbitros: * Pablo Estévez * Rodrigo Castillo * Raúl Sánchez Televisión: DirecTV Sports |  |  |
| Serie: 0-1            |                                                                    |                      |                                                               | |  |  |
|                       |                                                                    |                      |                                                               | |  |  |

| 6 de noviembre, 21:00 | San Lorenzo (BA)                                                | 80–79                | Obras Basket                                                               | Buenos Aires |  |  |
|                       | Parciales: 20-21, 18-19, 24-19, 18-20                           |                      |                                                                            | |  |  |
|                       | Estadísticas Nicolás Aguirre 20 Facundo Piñero 11 Marcos Mata 5 | Reporte Pts Reb Asts | Estadísticas 19 Fernando Zurbriggen 9 Alejandro Zurbriggen 11 Pedro Barral | Pabellón: Polideportivo Roberto Pando Árbitros: * Fabricio Vito * Leandro Lezcano * Sebastián Moncloba Televisión: TyC Sports |  |  |
| Serie: 2-0            |                                                                 |                      |                                                                            | |  |  |
|                       |                                                                 |                      |                                                                            | |  |  |

Regatas Corrientes - Quimsa
| 2 de noviembre, 21:00 | Quimsa                                                           | 97–96                | Regatas Corrientes                                                                | Santiago del Estero                                                                     |  |  |
|                       | Parciales: 23-25, 16-18, 35-28, 23-25                            |                      |                                                                                   |                                                                                         |  |  |
|                       | Estadísticas Brandon Robinson 20 Evan Ravenel 5 Mauro Cosolito 5 | Reporte Pts Reb Asts | Estadísticas 30 Fabián Ramírez Barrios 6 Fabián Ramírez Barrios 6 Leandro Vildoza | Pabellón: Estadio Ciudad Árbitros: * Alejandro Chiti * Leonardo Zalazar * Alberto Ponzo |  |  |
| Serie: 1-0            |                                                                  |                      |                                                                                   |                                                                                         |  |  |
|                       |                                                                  |                      |                                                                                   |                                                                                         |  |  |

| 5 de noviembre, 21:30 | Regatas Corrientes                                              | 91–96                | Quimsa                                                                       | Corrientes                                                                                             |  |  |
|                       | Parciales: 18-29, 25-15, 20-16, 18-21 (T.E.: 10-15)             |                      |                                                                              | |  |  |
|                       | Estadísticas Paolo Quinteros 20 Javier Saiz 8 Leandro Vildoza 7 | Reporte Pts Reb Asts | Estadísticas 23 Brandon Robinson 13 Ismael Romero Fernández 8 Mauro Cosolito | Pabellón: Estadio José Jorge Contte Árbitros: * Diego Rougier * Alejandro Ramallo * Alejandro Zanabone |  |  |
| Serie: 0-2            |                                                                 |                      |                                                                              | |  |  |
|                       |                                                                 |                      |                                                                              | |  |  |

Instituto - San Martín (Corrientes)
| 4 de noviembre, 21:30 | San Martín (C)                                                        | 91–80                | Instituto                                                    | Corrientes                                                                                           |  |  |
|                       | Parciales: 26-22, 22-18, 26-26, 17-14                                 |                      |                                                              | |  |  |
|                       | Estadísticas Jonathan Machuca 15 Emiliano Basabe 6 Jonathan Machuca 5 | Reporte Pts Reb Asts | Estadísticas 27 Dwayne Davis 7 Pablo Espinoza 5 Dwayne Davis | Pabellón: Estadio Raúl Argentino Ortíz Árbitros: * Roberto Smith * Oscar Brítez * Sebastián Moncloba |  |  |
| Serie: 1-0            |                                                                       |                      |                                                              | |  |  |
|                       |                                                                       |                      |                                                              | |  |  |

| 7 de noviembre, 21:00 | Instituto                                                       | 78–74                | San Martín (C)                                                          | Córdoba                                                                                       |  |  |
|                       | Parciales: 14-23, 16-17, 23-18, 25-16                           |                      |                                                                         |                                                                                               |  |  |
|                       | Estadísticas Nicolás Romano 17 Pablo Espinoza 6 Martín Cuello 3 | Reporte Pts Reb Asts | Estadísticas 19 Sebastián Acevedo 8 Sebastián Acevedo 4 Emiliano Basabe | Pabellón: Estadio Ángel Sandrín Árbitros: * Daniel Rodrigo * Fernando Sampietro * Ariel Rosas |  |  |
| Serie: 1-1            |                                                                 |                      |                                                                         |                                                                                               |  |  |
|                       |                                                                 |                      |                                                                         |                                                                                               |  |  |

| 8 de noviembre, 21:00 | Instituto                                                      | 76–67                | San Martín (C)                                                     | Córdoba                                                                                       |  |  |
|                       | Parciales: 19-15, 14-10, 21-21, 22-21                          |                      |                                                                    |                                                                                               |  |  |
|                       | Estadísticas Santiago Scala 22 Dwayne Davis 6 Nicolás Romano 4 | Reporte Pts Reb Asts | Estadísticas 12 Iván Basualdo 11 Iván Basualdo 3 Sebastián Acevedo | Pabellón: Estadio Ángel Sandrín Árbitros: * Alejandro Chiti * Leandro Lezcano * Alberto Ponzo |  |  |
| Serie: 2-1            |                                                                |                      |                                                                    |                                                                                               |  |  |
|                       |                                                                |                      |                                                                    |                                                                                               |  |  |

### Final four

#### Ordenamientos
| Equipo | Equipo                        | PJ | PG | PP | Pts | Dif |
| ------ | ----------------------------- | -- | -- | -- | --- | --- |
| 1.°    | San Lorenzo (BA)              | 8  | 6  | 2  | 14  | 64  |
| 2.°    | Instituto                     | 8  | 6  | 2  | 14  | 57  |
| 3.°    | Quimsa                        | 8  | 5  | 3  | 13  | 98  |
| 4.°    | Gimnasia (Comodoro Rivadavia) | 8  | 5  | 3  | 13  | 24  |

#### Semifinales
| 24 de enero, 18:00 | Quimsa                                                                        | 88–74                | Instituto                                                       | Comodoro Rivadavia |  |
|                    | Parciales: 22-15, 19-13, 24-24, 23-22                                         |                      |                                                                 | |  |
|                    | Estadísticas Brandon Robinson 23 Ismael Romero Fernández 8 Brandon Robinson 4 | Reporte Pts Reb Asts | Estadísticas 18 Dwayne Davis 10 Sam Clancy, Jr. 3 Martín Cuello | Pabellón: Estadio Socios Fundadores Árbitros: * Fabricio Vito * Leandro Lezcano * Sebastián Moncloba Televisión: TyC Sports |  |

| 24 de enero, 20:00 | Gimnasia (CR)                                                   | 76–90                | San Lorenzo (BA)                                                      | Comodoro Rivadavia |  |
|                    | Parciales: 25-23, 11-21, 17-24, 23-22                           |                      |                                                                       | |  |
|                    | Estadísticas Roberto Acuña 24 Sebastián Vega 6 Sebastián Vega 6 | Reporte Pts Reb Asts | Estadísticas 20 Máximo Fjellerup 7 Máximo Fjellerup 6 Nicolás Aguirre | Pabellón: Estadio Socios Fundadores Árbitros: * Pablo Estévez * Alejandro Chiti * Javier Sánchez Televisión: TyC Sports |  |

#### Tercer puesto
| 25 de enero, 19:00 | Gimnasia (CR)                                                       | 77–74                | Instituto                                                     | Comodoro Rivadavia                                                                              |  |
|                    | Parciales: 19-22, 15-21, 9-20, 34-11                                |                      |                                                               |                                                                                                 |  |
|                    | Estadísticas Juan Manuel Rivero 17 Roberto Acuña 8 Carlos Buendía 4 | Reporte Pts Reb Asts | Estadísticas 14 Dwayne Davis 8 Pablo Espinoza 6 Gastón Whelan | Pabellón: Estadio Socios Fundadores Árbitros: * Pablo Estevez * Alejandro Chiti * Fabricio Vito |  |

#### Final
| 25 de enero, 21:45 | San Lorenzo (BA)                                            | 92–91                | Quimsa                                                             | Comodoro Rivadavia |  |
|                    | Parciales: 24-23, 23-18, 30-30, 15-20                       |                      |                                                                    | |  |
|                    | Estadísticas Dar Tucker 16 Nicolás Aguirre 7 José Vildoza 2 | Reporte Pts Reb Asts | Estadísticas 25 Brandon Robinson 6 Leo Mainoldi 3 Brandon Robinson | Pabellón: Estadio Socios Fundadores Árbitros: * Leandro Lezcano * Javier Sánchez * Sebastián Moncloba Televisión: TyC Sports |  |